# Hull Thornless
A Hull Thornless vagy Hull Kollányi László és munkatársai által bejelentett, 1996 óta a nemzeti fajtajegyzékben is szereplő, választékbővítő tüskétlen szederfajta. Az amerikai USDA Mezőgazdasági Kutatási Szolgálatának lajstromába 1969-ben került be SIUS 47 (US 1482 x Darrow) x Thornfree; Hull, J.W specifikációval.
Nagyon erős növekedésű, korai érésű, magyarországi viszonyok között közepes termőképességű fajta. Télállósága jobb, mint a Thornfree fajtáé, de hidegebb teleinken a vesszők károsodhatnak. Levelei sötétzöldek, ráncoltak. Gyümölcse nagy, tompa-kúp alakú, fényes, fekete, közepesen kemény, jó ízű, édes.
Friss fogyasztásra, gyorsfagyasztásra, dzsem készítésére egyaránt alkalmas. Házi-kerti termesztésre javasolt fajta.